# Ugo Chiesa
Ugo Chiesa (Milano, 23 luglio 1895 – ...) è stato un calciatore italiano, di ruolo portiere.

## Carriera
Gioca la stagione 1913-14 con l'Inter e quella seguente nella squadra svizzera del Chiasso che disputa la Prima Categoria italiana, nel dopo guerra disputa due stagioni a difesa della porta del Como.

## Statistiche

### Presenze e reti nei club
| Stagione        | Club            | Campionato      | Campionato | Campionato |
| Stagione        | Club            | Comp            | Pres       | Reti       |
| --------------- | --------------- | --------------- | ---------- | ---------- |
| 1913-1914       | Inter           | Prima Categoria | 2          | -4         |
| 1914-????       | Chiasso         | Prima Categoria | ?          | -?         |
| 1919-1920       | Como            | Prima Categoria | 23         | -67        |
| Totale Inter    | Totale Inter    |                 | 2          | -4         |
| Totale Chiasso  | Totale Chiasso  |                 | ?          | -?         |
| Totale Como     | Totale Como     |                 | 23         | -67        |
| Totale carriera | Totale carriera |                 | 25+        | -71+       |